# Мальцев, Николай Иванович
Николай Иванович Мальцев — советский хозяйственный, государственный и политический деятель.

## Биография
Родился в 1935 году в Якутске. Член КПСС.
С 1957 года — на хозяйственной, общественной и политической работе. В 1957—1999 гг. — инженер-конструктор на Иркутском заводе им. Куйбышева, заместитель заведующего отделом, секретарь обкома партии, первый секретарь Иркутского обкома ВЛКСМ, инспектор областного комитета партийно-государственного контроля Иркутского обкома КПСС и облисполкома, секретарь парткома строительства Усть-Илимской ГЭС, первый секретарь Усть-Илимского горкома КПСС, председатель Иркутского облсовпрофа.
Делегат XXVI съезда КПСС и XIX партконференции.
Умер в Иркутске в 2007 году.